# Bathyraja richardsoni
Bathyraja richardsoni is een vissensoort uit de familie van de Arhynchobatidae. De wetenschappelijke naam van de soort is voor het eerst geldig gepubliceerd in 1961 door Garrick.